# Helen Crlenkovich
Helen Crlenkovich (croate : Crljenković), née à Akron, Ohio le 14 janvier 1921 et morte à Los Angeles, Californie le 19 juillet 1955, est l'une des athlètes les plus titrées d'Amérique et du monde au tremplin à trois mètres et à la plate-forme à dix mètres. Ses deux parents sont originaires de Croatie : sa mère, Anka Tomin, de Petrijevci, et son père, Adam, de Banićevac près de Cernik.

## Carrière
La mère de Crlenkovich déménage à San Francisco au début des années 1930 pour aider sa fille à réaliser son rêve de devenir nageuse, laissant sa sœur, Kay, dans un pensionnat de New York. Crlenkovich commence à pratique dans l'équipe des Fairmont Plunge à l'hôtel Fairmont sous la tutelle de Phil Patterson, aux côtés des futures stars de la natation et de la plongée Ann Curtis, Barbara Jensen (en) et Patsy Elsener,.
Ses meilleures années sportives commencent à la fin des années 1930. En 1937, elle devient championne nationale junior de plongeon. Elle est la première femme à effectuer un saut périlleux de 1½ tour complet, ainsi que le 2½ repli, la disposition arrière 1½, le 1½ carpé vers l'intérieur et le 1½ repli inversé, saut qui auparavant n'avaient été effectués que par des hommes. En juillet 1939, Crlenkovich remporte le championnat national de tremplin à trois mètres à Des Moines. Lors de la compétition, Marjorie Gestring remporte le plongeon à dix mètres, et Esther Williams, pour laquelle Crlenkovich servira plus tard de doublure, remporte le titre sur le 100 mètres en natation.
Helen est choisie pour représenter l'Amérique aux Jeux olympiques de 1940 mais ils sont finalement annulés lors du déclenchement de la Seconde Guerre mondiale. Au cours de cette période, sa domination sur les ressortissantes américaines en plongeon féminin est écrasante. Après avoir vaincu Marjorie Gestring au tremplin de 3 m intérieur et extérieur en 1940, Helen reste invaincue pendant 3 ans de suite. Elle refuse l'offre de participer à la Billy Rose's Aquacade (en) lors de l'exposition internationale du Golden Gate de 1940 pour 250 dollars par semaine. Esther Williams, qui accepte l'offre de Rose, est découverte par un éclaireur de la MGM lors du spectacle. Crlenkovich gagne les championnats de plongée de l'Amateur Athletic Union (AAU) chaque année entre 1939 et 1941, refusant de défendre son titre en 1942.
Au cours d'une retraite de la Seconde Guerre mondiale, nage dans les Aqua Follies de la Minneapolis Aquatennial (tenue du 18 au 26 juillet 1942), et se marie en 1943. Elle revient à la compétition en 1945 pour remporter le tremplin et le haut-vol, et remporte plus tard le titre national AAU sur le tremplin de trois mètres en 1946 et 1947. Elle devient également une plongeuse pour les Aqua Follies de Larry Crosby.

### Héritage
Helen Crlenkovich apparaît deux fois en tant que plongeuse au-dessus de la baie de San Francisco sur la fresque murale de Diego Rivera créée 1940, Pan American Unity. Elle est intronisée au International Swimming Hall of Fame en 1981, au Helms Diving Hall of Fame et au San Francisco Prep Hall of Fame. Avec Georgia Coleman, Pat McCormick et Micki King, elle est plus proche des normes masculines d'excellence en plongeon que toutes les autres grandes femmes de l'histoire. En septembre 2008, Helen reçoit une reconnaissance post mortem par le Congrès mondial d'acrobatie tenu à Las Vegas pour ses réalisations en natation et en plongeon.

## Vie privée
Crlenkovich fréquente le San Francisco Junior College avec une majeure en éducation physique (auparavant pré-loi) tout en travaillant la nuit comme comptable d'hôtel et en pratiquant le plongeon deux heures par jour. Pendant son temps libre, elle obtient une licence de pilote le 20 janvier 1941. Elle a épousé l'enseigne Robert "Bob" Morgan le 13 février 1943 à Coronado, en Californie. Ensemble, ils ont une fille, Bari Lee (née en 1947).
Crlenkovich meurt d'un cancer en 1955 après une longue maladie. Bob Morgan, alors acteur et cascadeur, épousera Yvonne De Carlo après la mort de Crlenkovich. Bari Lee est une photographe réputée qui a également été responsable de la réalisation des Santa Cruz Follies.

## Voir également
- Liste des membres de l'International Swimming Hall of Fame